# Pierre-Henri Simon
Pour les articles homonymes, voir Simon.
 (avril 2023).
Si vous disposez d'ouvrages ou d'articles de référence ou si vous connaissez des sites web de qualité traitant du thème abordé ici, merci de compléter l'article en donnant les références utiles à sa vérifiabilité et en les liant à la section « Notes et références ».
Pierre-Henri Simon, né à Saint-Fort-sur-Gironde le 16 janvier 1903 et mort à Suresnes le 20 septembre 1972, est un intellectuel engagé, historien de la littérature, essayiste, romancier, poète et critique littéraire français. Élu à l'Académie française le 10 novembre 1966, il est reçu sous la Coupole le 9 novembre 1967.

## Biographie

### Enfance et jeunesse

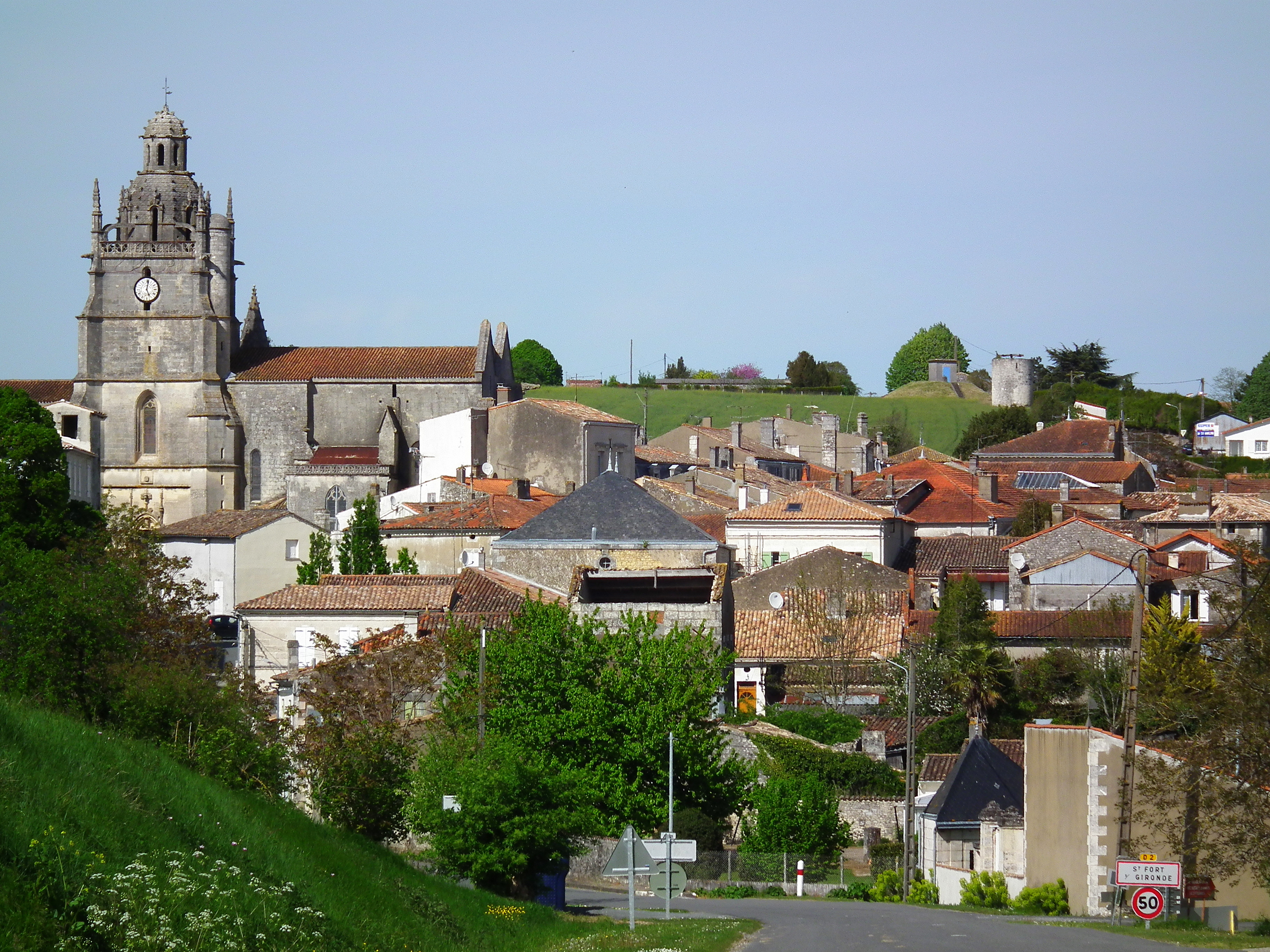
Saint-Fort-sur-Gironde.

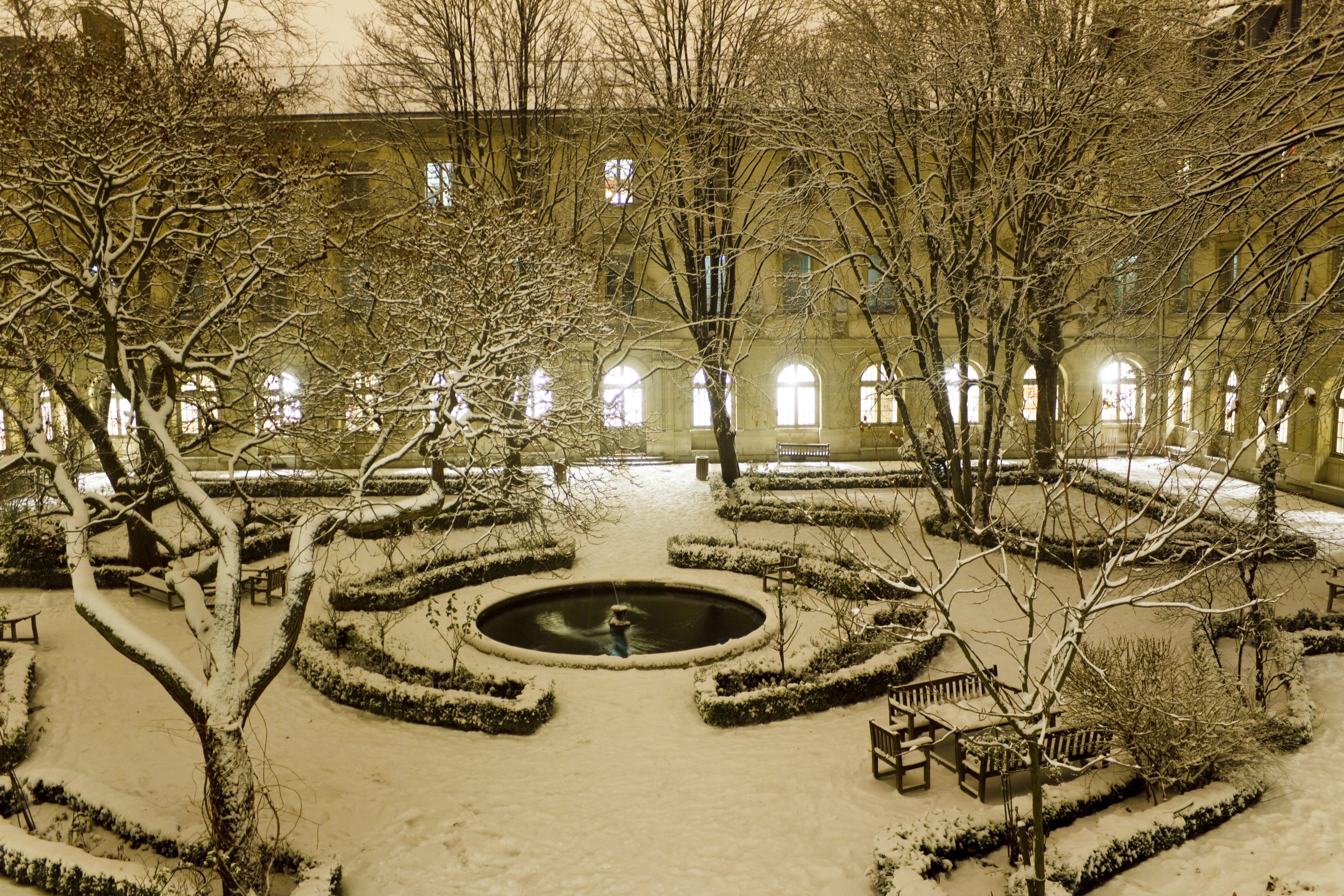
École normale supérieure (Paris).

Fils de Henri Simon et Anne-Marie Guignot, Pierre-Henri Simon nait en 1903 à Saint-Fort-sur-Gironde. Son père, bordelais, y est quelque temps notaire. C'est auprès de lui que son fils Henri (qui ne s'appelait pas encore Pierre-Henri, nom de plume adopté plus tard) s'initie aux problèmes juridiques.
Sa mère est très cultivée et donne au jeune Henri le goût de la lecture. L'ayant retiré de l'école primaire en 1912, l'instituteur ayant scandalisé l'enfant par certains propos anti-cléricaux, elle se charge pendant près de quatre ans de son éducation, à laquelle contribue aussi largement son grand-père Celestin Guignot, pharmacien féru de culture classique. Ces années de formation sont très bien évoquées dans son autobiographie intellectuelle intitulée Ce que je crois.
Brillant élève au collège-lycée Fénelon Notre-Dame de La Rochelle, après des études de lettres supérieures à Louis-le-Grand, Pierre-Henri Simon entre en excellent rang à l’École normale supérieure en 1923. Il y côtoie notamment Jean-Paul Sartre, Raymond Aron et Henri Guillemin avec lequel il garde une amitié profonde bien que les deux hommes soient opposés en matière d'idéologie politique (Guillemin étant à gauche). Il obtient l'agrégation de Lettres.

### Jeune écrivain
À cette époque, le jeune homme professe les idées de la droite traditionaliste (il est catholique de père et de mère). Il adhère un moment aux Jeunesses Patriotes. Son premier roman Les Valentin (1931) témoigne de cette sensibilité.
Mais alors qu'il est encore professeur de lycée (Saint-Quentin, Chartres), il fait, en 1933, la connaissance du philosophe chrétien Emmanuel Mounier, qui exerce sur lui une forte influence. Devenu adepte du christianisme social, il se lie aux pères dominicains qui animent les journaux Sept, puis Temps Présent. Devenu professeur à l'Institut catholique de Lille (nommé en 1928 à la chaire de littérature française), il doit quitter cet établissement à la suite d'une campagne menée contre lui par quelques donateurs importants, irrités par son pamphlet Les Catholiques, la Politique et l'Argent (1936).
En 1938, Pierre-Henri Simon est nommé directeur de l'École des Hautes études de Gand (Gent-Belgique), où il enseigne jusqu'à la mobilisation.

### La guerre
Fait prisonnier en 1940, il est successivement interné dans les oflags de Nuremberg, Münster (Oflag VI-D) et Lübeck. C'est à l'OFLAG VI D qu'il fonde avec ses camarades prisonniers une petite université dont il est le recteur. Il y prononce notamment une conférence (Ma Saintonge) et rédige un roman d'analyse psychologique (L'Affût) qui parait aux éditions du Seuil en 1946. Son esprit de résistance lui vaut d'être interné au camp de représailles Oflag X-C de Lübeck.

### Vers le succès littéraire
Après sa libération, Pierre-Henri Simon reprend la direction de l'institut français de Gand où il séjourne jusqu'en 1949. Dans une lettre de 1950, André Malraux lui écrivit pour lui dire toute l'estime qu'il avait pour l'ouvrage de critique L'Homme en procès (1948), « l'un des plus importants de l'après-guerre ».[réf. nécessaire]En 1949, Pierre-Henri Simon est nommé professeur extraordinaire de littérature française à l'Université de Fribourg. Il y devient professeur ordinaire de 1954 à 1963, tout en occupant le poste de doyen de 1955 à 1966. Il y développe son œuvre de critique, de conférencier, de journaliste (son amitié avec Hubert Beuve-Méry lui permet de publier dans Le Monde, épisodiquement, des articles où il commente l'actualité politique), mais aussi de romancier. En 1953, il manque à une voix près le prix Femina pour son roman Les hommes ne veulent pas mourir (le prix est attribué à Zoé Oldenbourg).
Pierre-Henri Simon ne pouvait rester indifférent aux évènements d'Algérie.[Interprétation personnelle ?]
Des extraits de son pamphlet, solidement étayé, Contre la torture (1957) sont publiés dans Le Monde le 13 mars 1957, dont "des lecteurs s'affligent de la relative discrétion".
Il lui a valu des poursuites intentées par le gouvernement français de l'époque, s'il n'avait été défendu par François Mitterrand, qui est alors Garde des Sceaux[réf. nécessaire]. Son roman Portrait d'un officier revient sur le thème de l'honneur militaire et illustre un thème fondamental chez l'auteur : l'engagement des valeurs morales dans l'action[Interprétation personnelle ?].

### Le Mondeet l'Académie française
À partir de 1961, Pierre-Henri Simon devient critique littéraire au Monde. Son feuilleton hebdomadaire (le « rez-de-chaussée ») confirme sa haute réputation de culture et d'honnêteté intellectuelle.[Interprétation personnelle ?] Il collabore également à La Revue de Paris, Esprit et au Journal de Genève.
Après avoir été membre fondateur puis directeur de l'Académie de Saintonge où il occupe le 6e siège dès 1957, il est élu à l'Académie française le 10 novembre 1966, où il est reçu l'année suivante par le philosophe Jean Guitton. Il y occupe le fauteuil numéro 7 succédant à Daniel-Rops, précédant André Roussin.
Très absorbé par sa tâche de critique, de conférencier (il fut l'infatigable propagateur de la culture française moderne dans les pays d'anciennes francophonies. Belgique, Suisse et Québec, où il enseigna en 1953 et 1955)[Interprétation personnelle ?] et aussi de romancier (La Sagesse du soir, troisième volet de la trilogie Figures à Cordouan, a paru en 1969 et constitue son véritable testament littéraire), Pierre-Henri Simon affaibli par une rude captivité[Interprétation personnelle ?], par une vie de labeur incessant et par un cancer opéré en 1953, succomba lors d'une opération, à Paris, le 20 septembre 1972[réf. nécessaire].
Ses archives sont conservées à la Bibliothèque cantonale et universitaire de Fribourg. 
En 1929, Pierre-Henri Simon épouse Geneviève Emery-Desbrousses (1907-1998), dont il a quatre filles : Marie-Claude (1930-1982), Jacqueline dite « Jacotte » (décédée en 2022), Brigitte et Florence.

## Œuvres

### Romans
- Les Valentin, La Vraie France, 1931[7]
- L'Affût, Le Seuil, 1946
- Les Raisins verts, Le Seuil, 1950[8]
- Celle qui est née un dimanche, La Baconnière, 1952[9]
- Les hommes ne veulent pas mourir, Le Seuil, 1953, prix Lange de l’Académie française en 1954.
- Elsinfor, Le Seuil, 1956[10]
- Portrait d'un officier, Le Seuil, 1958 ; ce roman est qualifié de « récit » par l'auteur

Trilogie romanesque Figures à Cordouan,
- Le Somnambule (Figures à Cordouan I), Le Seuil, 1960
- Histoire d'un bonheur (Figures à Cordouan II), Le Seuil, 1965
- La Sagesse du soir (Figures à Cordouan III), Le Seuil, 1971[13]

### Essais
- L'École et la Nation. Aspects de l'Éducation nationale, Le Cerf, 1934
- Destins de la personne, Bloud et Gay, collection « Cahiers de la nouvelle journée », 1935
- Les Catholiques, la Politique et l'Argent, Montaigne, 1936
- Discours sur la guerre possible, Le Cerf, 1937
- L'Église et la Révolution sociale, Le Cerf, 1938
- Préparer l'après guerre, Bloud et Gay, 1940
- Une campagne de « Temps présent », la paix par le Christ (avec François Mauriac et Joseph Folliet), Le Temps présent, 1940
- La Femme et sa mission (avec Maurice Donnay et Pierre Merle), Plon, 1941
- La France à la recherche d'une conscience, Plon, 1944
- De la République. Essai sur la future constitution de la France, Plon, 1945
- Définitions pour servir à l'amitié française, Le Temps présent, 1946
- Le problème du Chef de l'État. Fonctions, responsabilité, système d'élection, L'Amitié française, 1946
- Les conditions de la souveraineté populaire, L'Amitié française, 1946
- Georges Duhamel ou le Bourgeois sauvé, Le Temps présent, 1947
- L'homme en procès, Malraux, Sartre, Camus, Saint-Exupéry, La Baconnière, 1950
- Procès du héros. Montherlant, Drieu La Rochelle, Jean Prévost, Le Seuil, 1950
- Témoins de l'Homme. La condition humaine dans la littérature contemporaine, Armand Colin, 1951
- L’Europe a-t-elle une conscience ?, Centre européen des civilisations, 1953
- Entre confrères, Fayard, 1954
- L'Esprit et l'Histoire. Essai sur la conscience historique dans la littérature du XXe siècle, Armand Colin, 1954
- L'Athéisme contemporain (en collaboration), Librairie protestante (Labor et Fides), 1956
- La Littérature du péché et de la grâce : Essai sur la constitution d'une littérature chrétienne depuis 1880, Fayard, 1957
- Contre la torture, Le Seuil, 1957 (Pamphlet)
- La France a la fièvre, Le Seuil, 1958
- L'École entre l'Église et la République, Le Seuil, 1959
- Le Jardin et la ville, Le Seuil, 1962
- Qu'est-ce que la littérature ? Leçon d'adieu..., Dousse, 1963
- Ce que je crois, Grasset, 1966
- Pour un garçon de vingt ans, Le Seuil, 1967
- Questions aux savants. Quel homme la science nous prépare-t-elle ?, Le Seuil, 1969

### Critiques littéraires
- Mauriac par lui-même, Le Seuil, collection « Écrivains de toujours », 1953
- Histoire de la Littérature française au XXe siècle (1900-1950), Armand Colin (2 volumes), 1956
- La Littérature du Péché et de la Grâce, Fayard, 1957
- Théâtre et Destin. La Signification de la Renaissance dramatique en France au XXe siècle, Armand Colin, 1959
- Présence de Camus, La Renaissance du Livre (Bruxelles), collection « La Lettre et l'Esprit », 1961
- Le Domaine héroïque des lettres françaises, X-XIXe siècle, Armand Colin, 1963
- Diagnostic des lettres françaises contemporaines, La Renaissance du Livre (Bruxelles), 1967

### Théâtre
- Le Ballet de Modène, Le Seuil, 1968 (radiodiffusé sur France III, 13 septembre 1962 - RTF)
- Entre confrères, Le Seuil, 1968 (radiodiffusé sur France III, 12 novembre 1967 - ORTF)

### Poésie
- Recours au poème, Chants du captif, La Baconnière-Seuil, collection « Les Poètes des Cahiers du Rhône », 1943
- Les Regrets et les jours, Le Seuil, 1956

### Jeunesse
- Le Roi des Brises ou la rançon d'amour, Les Éditions claires, 1946

### Autres
- La lecture des chrétiens... (en collaboration), Les Presses monastiques, 1955
- Saint-Exupéry (en collaboration), Hachette, 1963
- Camus (en collaboration), Hachette, 1964
- L'Homme et sa Vérité, dialogue entre Pierre-Henri Simon et Albert Delaunay, Beauchesne, 1972
- Parier pour l'homme, recueil posthume de textes, pour la plupart extraits du Monde, Le Seuil, 1973
- Pierre-Henri Simon. Actes du colloque tenu à Rome le 12 décembre 1996 suivis de « Contre la torture », textes réunis par Thérèse Bœspflug et Jacotte Lucet, Cerf (Paris), 1999. Le « prière d'insérer » signale que le but du colloque est de lutter contre « l'injuste oubli » de cet auteur[14]

## Postérité

### Distinctions et décorations
- Officier de la Légion d'honneur (1967)[15]
- Chevalier de l'ordre national du Mérite
- Commandeur de l'ordre des Arts et des Lettres (1970) au titre d'académicien[16]
- Prix Bordin 1942 de l’Académie française
- Prix d'Académie 1943 de l’Académie française
- Prix Max-Barthou 1950 de l’Académie française pour l'ensemble de son œuvre
- Prix Lange 1954 de l’Académie française pour Les hommes ne veulent pas mourir
- Prix Ève Delacroix en 1963
- Médaille de la Ville de Ville-d'Avray
- Médaille de la Ville de Tours
- Médaille de la Ville de Guebwiller

### Hommages
Le nom de Pierre-Henri Simon a été donné à de nombreuses rues et places en Charente-Maritime :
- Place Pierre-Henri Simon à Saint-Fort-sur-Gironde
- Rue Pierre-Henri Simon à Saint-Georges-de-Didonne et Meschers-sur-Gironde
- Rue Pierre-Henri Simon à Saujon
- Cours Pierre-Henri Simon à Saintes
- Rue Pierre-Henri Simon à Rochefort